# Supermodel Me
Supermodel Me (tên Tiếng Việt: Tôi là Siêu mẫu châu Á) là một chương trình truyền hình thực tế mà trong đó một nhóm những người mẫu triển vọng mang nguồn gốc Châu Á cùng thi đấu để có cơ hội phát triển sự nghiệp người mẫu của họ trong ngành thời trang.
Do Karen Seah sáng lập và được sản xuất bởi Refinery Media, Supermodelme đã trải qua 6 mùa thi và đã giành được đề cử cho những hạng mục tại lễ trao giải Asian Television Awards 2012 và International Digital Emmy Awards 2013.

## Thể lệ tham gia
Để có thể đến với cuộc thi này, các thí sinh tham dự cần phải đáp ứng đủ các yêu cầu sau:
- Là người Châu Á hoặc gốc Á
- Có độ tuổi từ 16 đến 27
- Chiều cao tối thiểu là 1m68
- Có khả năng nói Tiếng Anh lưu loát
- Có kinh nghiệm làm người mẫu

## Giám khảo
| Ban giám khảo     | Mùa                  | Mùa                  | Mùa                  | Mùa                  | Mùa                  | Mùa                  |
| Ban giám khảo     | 1 (2009)             | 2 (2011)             | 3 (2012)             | 4 (2013-2014)        | 5 (2014-2015)        | 6 (2021)             |
| ----------------- | -------------------- | -------------------- | -------------------- | -------------------- | -------------------- | -------------------- |
| Charmaine Harn    | Host/Giám khảo chính | Host/Giám khảo chính |                      |                      |                      |                      |
| Geoff Ang         | Giám khảo            |                      |                      |                      |                      |                      |
| Jeanette Ejlersen | Giám khảo            |                      |                      |                      |                      |                      |
| Olivier Henry     | Giám khảo            |                      |                      |                      |                      |                      |
| Grace Lee         | Giám khảo            |                      |                      |                      |                      |                      |
| Olivier Henry     |                      | Giám khảo            |                      |                      |                      |                      |
| Elisabeth Gwee    |                      | Giám khảo            | Giám khảo khách mời  |                      |                      |                      |
| Terence Lee       |                      | Giám khảo            |                      |                      |                      |                      |
| Lee Zhuan         | Giám khảo khách mời  | Giám khảo            |                      |                      |                      |                      |
| Lisa Selesner     |                      |                      | Host/Giám khảo chính | Host/Giám khảo chính | Host/Giám khảo chính |                      |
| Ase Wang          |                      |                      | Giám khảo            | Giám khảo            | Giám khảo            | Giám khảo            |
| Dominic Lau       |                      |                      | Giám khảo            | Giám khảo            | Giám khảo            |                      |
| Sharon Lim        |                      |                      | Giám khảo            |                      |                      |                      |
| Kim Robinson      |                      | Giám khảo khách mời  |                      | Giám khảo            |                      |                      |
| Cindy Bishop      |                      |                      | Giám khảo khách mời  |                      |                      | Host/Giám khảo chính |
| Yu Tsai           |                      |                      |                      |                      |                      | Giám khảo            |
| Catriona Gray     |                      |                      |                      |                      |                      | Giám khảo            |
| Hanli Hoefer      |                      |                      |                      |                      |                      | Giám khảo            |

## Các mùa
| Mùa            | Ngày phát sóng       | Quán quân           | Á quân              | Thứ tự loại trừ | Số thí sinh | Điểm đến quốc tế |
| -------------- | -------------------- | ------------------- | ------------------- | --- | ----------- | ---------------- |
| 1 · Singapore  | 16 tháng 6 năm 2009  | Evelyn Leckie       | Christabel Campbell | Helen Swale, Emilia Soh, Yuen Sze Jia, Ciara Schmalfeld, Jenny Fuglsang, Fiona Thomas, Anna Syuhada, Kathlene McKinney                                                | 10          | Không có         |
| 2 · Singapore  | 17 tháng 3 năm 2011  | Avalon Haloho       | Melinda Widjanarko  | Niki Niu (dừng cuộc thi), Syakella Jazmyn, Roshni Soin, Anny Lou & Emiko Thein, Kiani Lee, Elizabeth Moulden, Tanja Widing, Rosie Choovichian, Kym Toussaint          | 12          | Bali             |
| 3 · Singapore  | 13 tháng 3 năm 2012  | Tiffany Warne       | Nansi Sanya         | Petrina Ann, Lynn Yang Wolf (tước quyền thi đấu), Lila Swain, Charlotte Beck, Danielle Lim, Isabelle Du, Venus Hung, Deanna Ibrahim, Jacqueline Milner, Asha Cuthbert | 12          | Không có         |
| 4 Hong Kong    | 18 tháng 11 năm 2013 | Katherine Rigby     | Sasha Quahe         | Karina Curlewis, Stephanie Shen, Chloe Lane, Georgie Millar, Ashleigh Martin, Dominique Nguyen, Roelene Coleman, Yumika Hoskin, Lilly Nguyen, Ying Liu                | 12          | Ma Cao           |
| 5 Kuala Lumpur | 24 tháng 11 năm 2014 | Alexandria Brouhard | Gabriela Leonardo   | Nadia Christian, Francine Zauner, Irish Ong, Kea Lee, Nicole Söderström, Jasmine Ng, Sharin Keong, Shi Lim, Victoria Blom, Rafaella Leonardo                          | 12          | Không có         |
| 6 · Singapore  | 11 tháng 10 năm 2021 | Quỳnh Anh Nguyễn    | Nikki de Moura      | Claire Lee, Cassandra Laforteza, Wiwi Nguyễn, Jennifer Fredin, Prisca Klose, Melanie Fernandez, TJ Bennett, Isabelle Zhang, Zeline Prabowo, Hannah Cheng-Bradshaw     | 12          | Không có         |

## Danh sách các thí sinh tham gia đại diện các quốc gia
| Quốc gia/Lãnh thổ | Mùa                                          | Mùa                                                               | Mùa                                 | Mùa                           | Mùa                                 | Mùa                                                  | Mùa                                |   |
| Quốc gia/Lãnh thổ | 1                                            | 2                                                                 | 3                                   | 4                             | 5                                   | 6                                                    | 7                                  |   |
| ----------------- | -------------------------------------------- | ----------------------------------------------------------------- | ----------------------------------- | ----------------------------- | ----------------------------------- | ---------------------------------------------------- | ---------------------------------- | - |
| Ấn Độ             | —                                            | —                                                                 | —                                   | Roelene Coleman               | —                                   | —                                                    | Sareesha Parmar                    |   |
| Hàn Quốc          | Jenny Fuglsang                               | —                                                                 | —                                   | —                             | Alexandria Brouhard Nadia Christian | —                                                    | —                                  |   |
| Hoa Kỳ            | Ciara Schmalfeld                             | —                                                                 | —                                   | —                             | —                                   | —                                                    | —                                  |   |
| Hong Kong         | —                                            | —                                                                 | Asha Cuthbert Venus Hung            | Katherine Rigby               | —                                   | Tiffany Jane                                         | Jane Yang Li                       |   |
| Indonesia         | —                                            | Melinda Widjanarko                                                | —                                   | —                             | Francine Zauner                     | Zeline Prabowo                                       | Caroline Carrasco Roelenne Maryaha |   |
| Malaysia          | Anna Syuhada Yuen Sze Jia                    | Syakella Jazmyn                                                   | Deanna Ibrahim                      | Georgie Millar                | Kea Lee                             | Prisca Klose                                         | Jashmine Kay                       |   |
| Myanmar           | —                                            | —                                                                 | Lynn Yang Wolf                      | —                             | —                                   | —                                                    | —                                  |   |
| Nhật Bản          | —                                            | —                                                                 | —                                   | Yumika Hoskin                 | Gabriela Leonardo Rafaella Leonardo | —                                                    | Ako Satorumi                       |   |
| Philippines       | —                                            | —                                                                 | Jacqueline Milner                   | Karina Curlewis               | Irish Ong Jasmine Ng                | Cassandra Laforteza Melanie Fernandez Nikki de Moura | Garibelle Wrostar Vanessa Tan      |   |
| Singapore         | Christabel Campbell Emilia Soh               | Emiko Thein Roshni Soin                                           | Danielle Lim Petrina Ann            | Ashleigh Martin Sasha Quahe   | Sharin Keong Shi Lim                | Claire Lee Hannah Cheng-Bradshaw                     | Aprile Hann                        |   |
| Thái Lan          | Kathlene McKinney                            | Rosie Choovichian Tanja Widing                                    | Charlotte Beck Nansi Sanya          | Chloe Lane                    | Nicole Söderström Victoria Blom     | Jennifer Fredin                                      | Jannette Chawanphat Kong           |   |
| Trung Quốc        | —                                            | Anny Lou Yu Jie Niki Niu                                          | —                                   | Stephanie Shen Ying Liu       | —                                   | Isabelle Zhang Tian Yi                               | Ya Ya Chang                        |   |
| Úc                | Evelyn Alice Leckie Fiona Thomas Helen Swale | Avalon Haloho Sinabutar Elizabeth Moulden Kiani Lee Kym Toussaint | Tiffany Leigh Warne Lilanette Swain | —                             | —                                   | —                                                    | —                                  | — |
| Việt Nam          | —                                            | —                                                                 | Isabelle Du                         | Dominique Nguyen Lilly Nguyen | —                                   | Nguyễn Quỳnh Anh Wiwi Nguyễn                         | Emma Nguyễn                        |   |
| Mông Cổ           | —                                            | —                                                                 | —                                   | —                             | —                                   | —                                                    | Wiah Fariza Basrewan               |   |
| Đài Loan          | —                                            | —                                                                 | —                                   | —                             | —                                   | —                                                    | Nancy Ying Zhong                   |   |

1. ↑  The contestant was disqualified in her respective season.
2. ↑  The contestant decided to quit the competition.